# 錫爾伯湖 (施圖爾)
53°0′38″N 8°44′58″E / 53.01056°N 8.74944°E

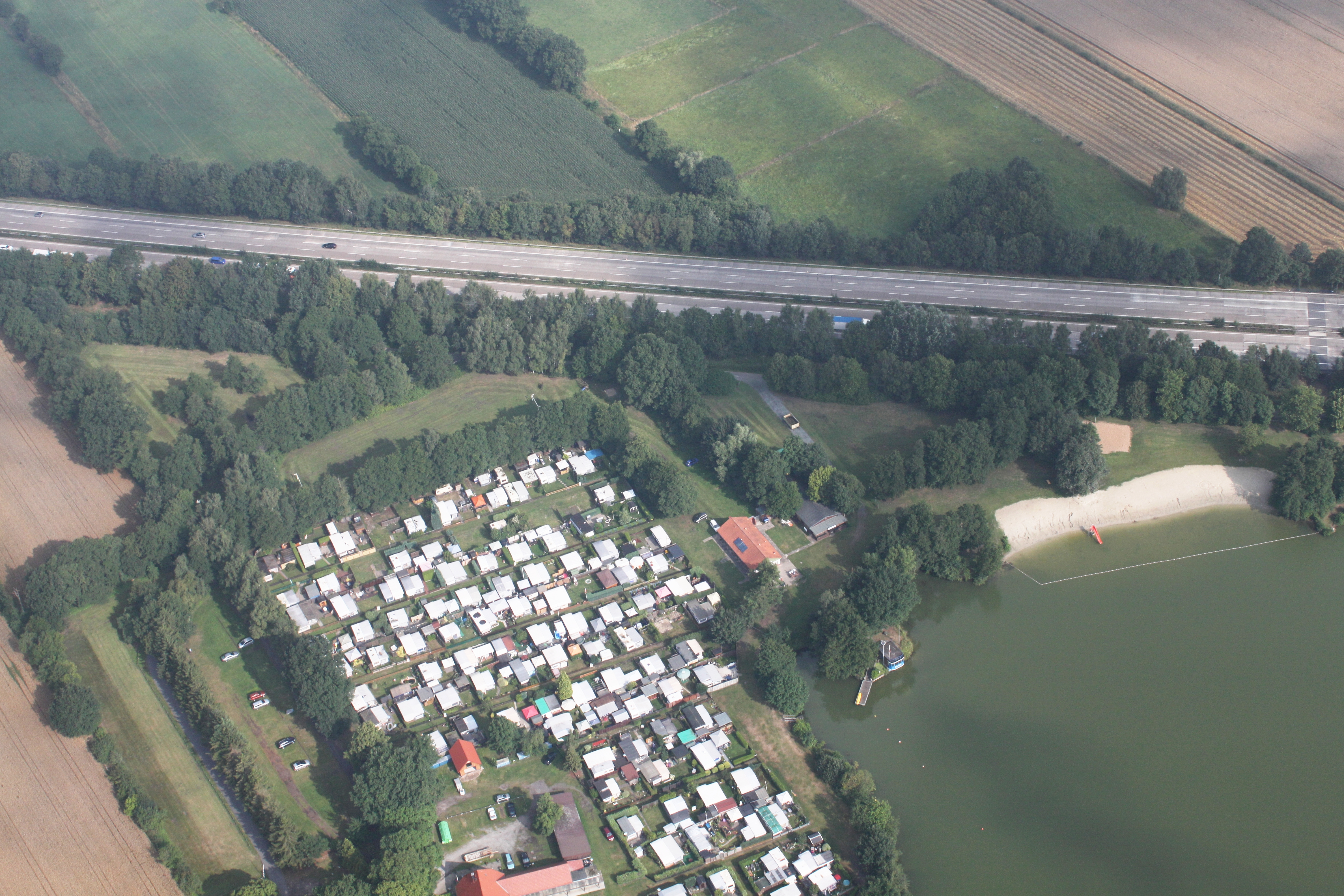

錫爾伯湖（德語：Silbersee），是德國的湖泊，位於該國西北部，由下薩克森州負責管轄，處於施圖爾，該湖泊面積0.07平方公里，海拔高度4米，最大水深9米。